# じゃない方芸人
- じゃないほう芸人[1]

じゃない方芸人（じゃないほうげいにん）とは、主に日本のお笑いコンビやお笑いグループにおいて、知名度の有無によってコンビ内およびグループ内の格差が生まれた際に、コンビの片方もしくはあるメンバーの個性やキャラクターが確立されて注目される一方で、他の目立たず印象が薄いお笑いタレントを指す言葉である。

## 概要

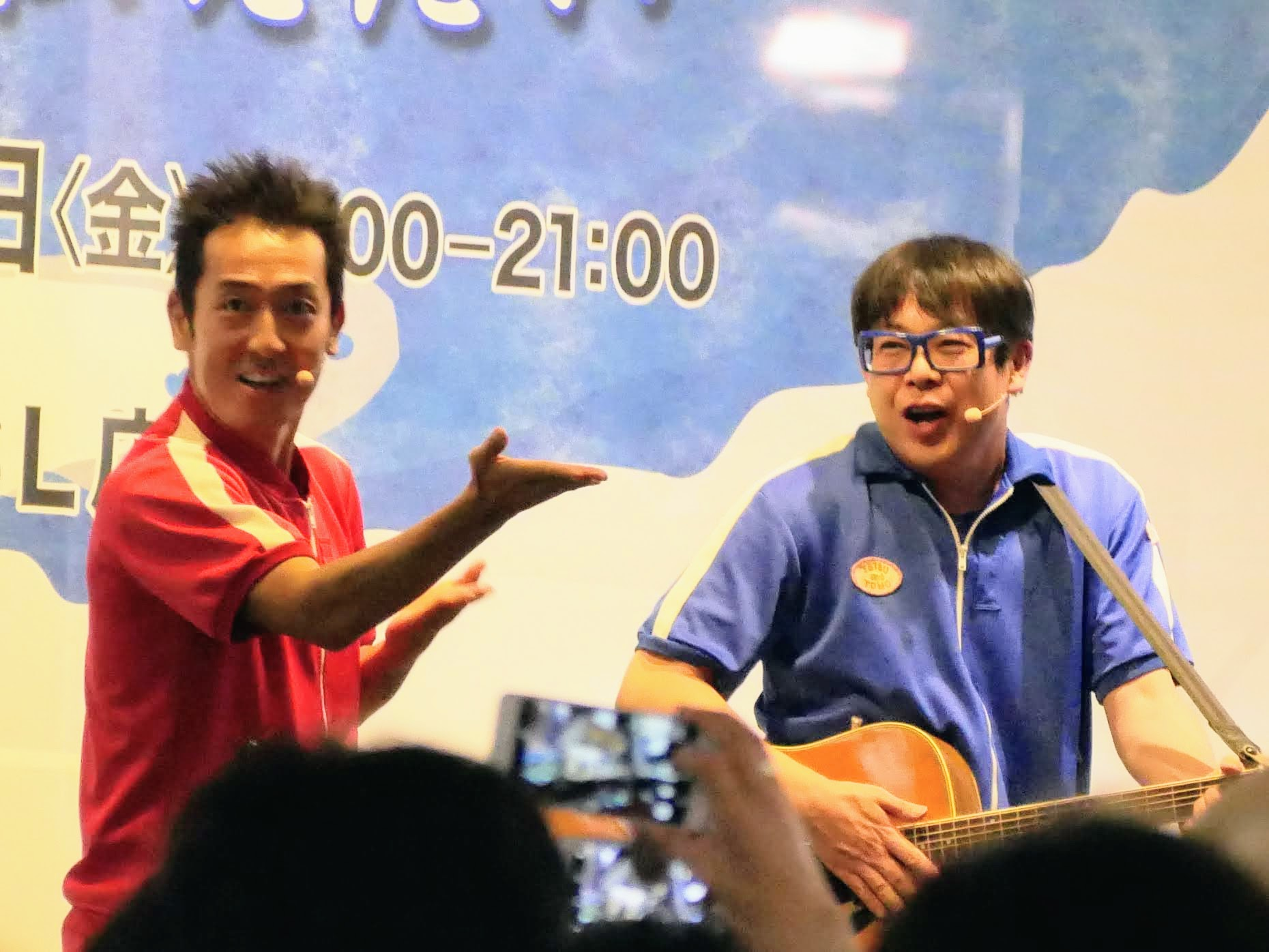
テツandトモ（2018年）

2004年（平成16年）時点ですでに「TIM（レッド吉田・ゴルゴ松本）のゴルゴ松本じゃないほう」「テツandトモ（テツ・トモ）のギターじゃないほう」などの言い回しが存在していた。その後、後述のように『雨上がり決死隊のトーク番組アメトーーク!』（テレビ朝日、以下『アメトーーク!』と略）で2009年（平成21年）、『水曜日のダウンタウン』（TBS）で2015年（平成27年）頃から、この言葉が使用されている。
バナナマン、フットボールアワー、オードリー、麒麟、天津、ピース、南海キャンディーズなどその後の活躍によって、コンビ格差が縮まるまたは格差が逆転するケースもある（#イメージからの脱却を参照）。

極端な例として、猿岩石（有吉弘行・森脇和成）は『進め!電波少年』（日本テレビ）の企画で人気を得たものの、コンビは解散。その後に有吉が単独で毒舌を武器に人気芸人の座を確立する一方で、森脇は引退へ至っている。

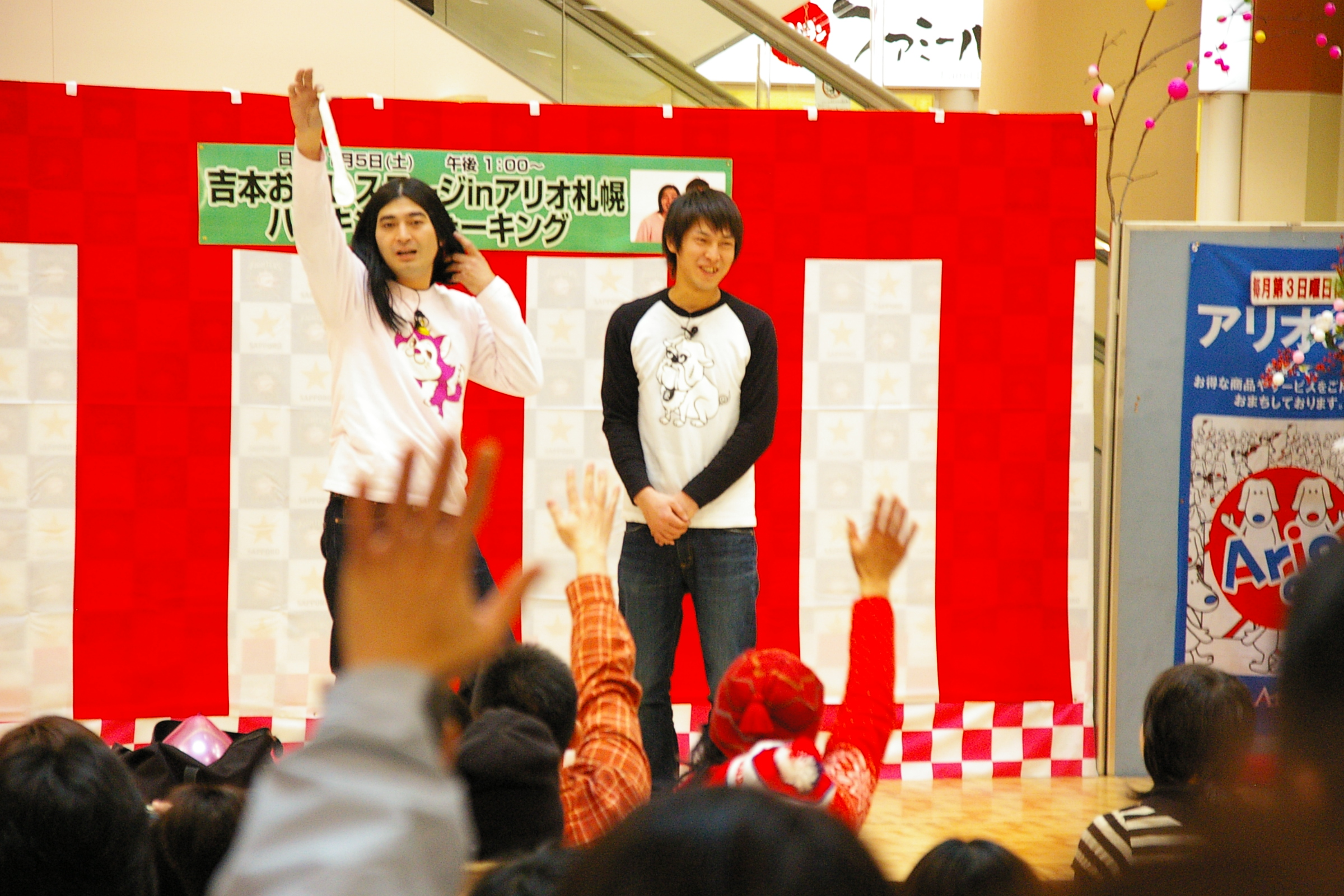
ハイキングウォーキング（右が松田洋昌、2008年）

## 主なじゃない方芸人

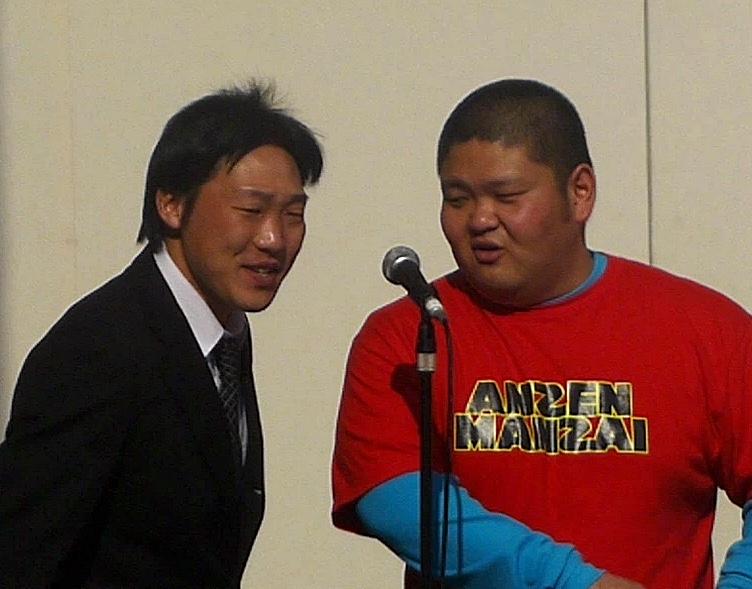
ANZEN漫才（右があらぽん、2014年）

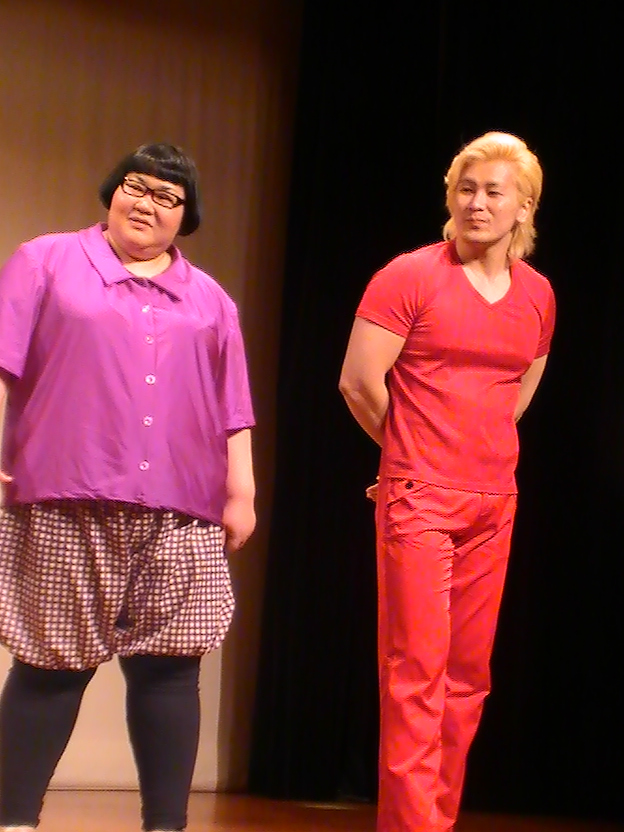
メイプル超合金（左が安藤なつ、2016年）

太字は、一般的に目立つはずのボケであるにも拘らずじゃない方とされている芸人。
| コンビ名                   | じゃない方芸人                                 |
| -------------------------- | ---------------------------------------------- |
| デンジャラス               | 安田和博                                       |
| オール阪神・巨人           | オール阪神                                     |
| TIM                        | レッド吉田                                     |
| 千原兄弟                   | 千原せいじ                                     |
| テツandトモ                | トモ                                           |
| 野性爆弾                   | ロッシー                                       |
| ますだおかだ               | 増田英彦                                       |
| アンガールズ               | 山根良顕                                       |
| ガレッジセール             | 川田広樹                                       |
| 次長課長                   | 井上聡                                         |
| 笑い飯                     | 哲夫                                           |
| ペナルティ                 | ヒデ                                           |
| サバンナ                   | 八木真澄                                       |
| 北陽                       | 伊藤さおり                                     |
| フルーツポンチ             | 亘健太郎                                       |
| 響                         | 小林優介                                       |
| スリムクラブ               | 内間政成                                       |
| ナイツ                     | 土屋伸之                                       |
| ハイキングウォーキング     | 松田洋昌                                       |
| ピース                     | 又吉直樹（2015年以前）                         |
| NON STYLE                  | 石田明                                         |
| Wエンジン                  | えとう窓口                                     |
| 三四郎                     | 相田周二                                       |
| ハライチ                   | 岩井勇気                                       |
| 平成ノブシコブシ           | 徳井健太                                       |
| ウーマンラッシュアワー     | 中川パラダイス                                 |
| とろサーモン               | 村田秀亮                                       |
| マテンロウ                 | 大トニー                                       |
| ジョイマン                 | 池谷和志                                       |
| クールポコ。               | せんちゃん                                     |
| デニス                     | 松下宣夫                                       |
| コロコロチキチキペッパーズ | 西野創人                                       |
| 宮下草薙                   | 宮下兼史鷹                                     |
| 相席スタート               | 山添寛                                         |
| 納言                       | 安部紀克                                       |
| アンタッチャブル           | 柴田英嗣                                       |
| オアシズ                   | 大久保佳代子                                   |
| アンジャッシュ             | 児嶋一哉（2020年以前）                         |
| ダイノジ                   | 大谷ノブ彦                                     |
| アインシュタイン           | 河井ゆずる                                     |
| DonDokoDon                 | 平畠啓史（事実上の解散）                       |
| ティモンディ               | 前田裕太                                       |
| バイきんぐ                 | 西村瑞樹                                       |
| マヂカルラブリー           | 村上                                           |
| ロザン                     | 菅広文                                         |
| ドランクドラゴン           | 鈴木拓                                         |
| チュートリアル             | 福田充徳                                       |
| ガリットチュウ             | 熊谷茶                                         |
| TKO                        | 木本武宏                                       |
| エレキコミック             | 今立進                                         |
| イワイガワ                 | 井川修司                                       |
| どきどきキャンプ           | 佐藤満春                                       |
| トレンディエンジェル       | たかし                                         |
| フォーリンラブ             | ハジメ                                         |
| モンスターエンジン         | 大林健二                                       |
| 東京ホテイソン             | ショーゴ                                       |
| ロッチ                     | コカドケンタロウ                               |
| ハナコ                     | 秋山寛貴 菊田竜大                              |
| アイデンティティ           | 見浦彰彦                                       |
| 錦鯉                       | 渡辺隆                                         |
| ウエストランド             | 河本太                                         |
| ロバート                   | 山本博                                         |
| ネルソンズ                 | 岸健之助                                       |
| 四千頭身                   | 石橋遼大                                       |
| ラランド                   | ニシダ                                         |
| ぽんぽこ                   | そえじまひでき                                 |
| ちょんまげラーメン         | きむ                                           |
| スカチャン                 | みや                                           |
| 空気階段                   | 水川かたまり                                   |
| ザ・マミィ                 | 林田洋平                                       |
| ママタルト                 | 檜原洋平                                       |
| エルフ                     | はる                                           |
| エイトブリッジ             | 篠栗たかし                                     |
| ラパルフェ                 | 尾身智志                                       |
| 駆け抜けて軽トラ           | 小野島徹                                       |
| タイムマシーン3号          | 山本浩司                                       |
| きしたかの                 | 岸大将                                         |
| カカロニ                   | すがや                                         |
| 金の国                     | 桃沢健輔                                       |
| スクールゾーン             | 橋本稜                                         |
| 春とヒコーキ               | 土岡哲朗                                       |
| ワラバランス               | 宮﨑拓也                                       |
| フタリシズカ               | 加賀谷秀明                                     |
| かけおち                   | 赤木細マッチョ                                 |
| ぱーてぃーちゃん           | 金子きょんちぃ                                 |
| 見取り図                   | リリー                                         |
| コットン                   | 西村真二                                       |
| アメリカザリガニ           | 平井善之                                       |
| ものいい                   | 横山きよし                                     |
| パンクブーブー             | 佐藤哲夫                                       |
| ミルクボーイ               | 駒場孝                                         |
| POISON GIRL BAND           | 吉田大吾                                       |
| オズワルド                 | 畠中悠                                         |
| 蛙亭                       | 中野周平                                       |
| トータルテンボス           | 大村朋宏                                       |
| ダイアン                   | ユースケ                                       |
| ぼる塾                     | きりやはるか 酒寄希望                          |
| リンダカラー∞              | たいこー りなぴっぴ                            |
| 紅しょうが                 | 稲田美紀                                       |
| かもめんたる               | 槙尾ユウスケ                                   |
| シソンヌ                   | じろう                                         |
| ずん                       | やす                                           |
| おいでやすこが             | こがけん                                       |
| アルコ&ピース              | 酒井健太                                       |
| ハリセンボン               | 箕輪はるか                                     |
| ワンワンニャンニャン       | 福井修一                                       |
| 馬鹿よ貴方は               | 新道竜巳                                       |
| モリマン                   | 種馬マン                                       |
| バッテリィズ               | 寺家                                           |
| ケビンス                   | 仁木恭平                                       |
| スマイル                   | 瀬戸洋祐                                       |
| ガクヅケ                   | 船引亮佑                                       |
| 流れ星☆                    | たきうえ                                       |
| たんぽぽ                   | 川村エミコ                                     |
| 森三中                     | 黒沢かずこ                                     |
| パンサー                   | 菅良太郎                                       |
| クマムシ                   | 佐藤大樹                                       |
| ロングコートダディ         | 兎                                             |
| マユリカ                   | 中谷                                           |
| 十九人                     | 松永勝忢                                       |
| どぶろっく                 | 森慎太郎                                       |
| ニッポンの社長             | 辻皓平                                         |
| やるせなす                 | 中村豪                                         |
| さらば青春の光             | 東ブクロ                                       |
| スーパーマラドーナ         | 田中一彦                                       |
| 三拍子                     | 高倉陵                                         |
| ちゃんぴおんず             | 大ちゃん                                       |
| ハイヒール                 | リンゴ                                         |
| ニッチェ                   | 近藤くみこ                                     |
| 大自然                     | しんちゃん                                     |
| ３時のヒロイン             | ゆめっち                                       |
| おかずクラブ               | ゆいP                                          |
| 大木こだま・ひびき         | 大木ひびき                                     |
| パックンマックン           | マックン                                       |
| EXIT                       | りんたろー                                     |
| ネコニスズ                 | ヤマゲン                                       |
| ダウ90000                  | 飯原僚也 上原佑太 忽那文香 道上珠妃 中島百依子 |
| レインボー                 | 池田直人                                       |
| たまゆら学園               | 植木おでん                                     |

出典： 

## バラエティ番組での扱い
このような「じゃない方芸人」は、バラエティ番組などのテレビ番組で、しばしば知名度の低さや目立たなさを取り上げられている。視聴者の目が肥えた時代においては様々な楽しみ方があり、「じゃない方芸人」のように光の当たらない人物の個性の無さ・目立たなさを面白がることを、楽しみ方の1つとする意見もある。
『アメトーーク!』（テレビ朝日）では2009年（平成21年）に「〇〇じゃない方芸人」と括り、企画を行なった。
2009年にデンジャラスの安田、ザブングルの松尾、天津の向、ロンドンブーツ1号2号の亮、オードリーの若林、ナイツの土屋、はんにゃ.の川島、2010年（平成22年）にデンジャラスの安田、博多華丸・大吉の大吉、ガレッジセールの川田、ドランクドラゴンの鈴木、天津の向、ナイツの土屋、U字工事の福田、どきどきキャンプの佐藤、ハイキングウォーキングの松田、我が家の谷田部、フルーツポンチの亘、2017年（平成29年）にはバイきんぐの西村、チュートリアルの福田、フットボールアワーの岩尾、アンガールズの山根、トレンディエンジェルのたかし、三四郎の相田、ANZEN漫才のあらぽん、メイプル超合金の安藤、コロコロチキチキペッパーズの西野が出演した。この内の2010年放映分では知名度調査として街頭の100人に出演者たちの写真を見せ、その名前が分かったのは佐藤が0人、土屋が6人、大吉が11人であった。
『水曜日のダウンタウン』（TBS）でも、2015年（平成27年）と翌2016年（平成28年）、7年後の2023年（令和5年）にお笑いコンビの知名度調査による格差発表が行われたり、2017年には「じゃない方芸人」とされるマテンロウの大トニー、ANZEN漫才のあらぽんにより、どちらが「じゃない方芸人」のナンバー1かを比較するなどの企画が行われている。
どきどきキャンプが2010年（平成22年）に特別番組『こんなスゴイの撮れちゃった! 世界ご自慢動画ハンター!!』（TBS）で絶叫アトラクションに挑戦した際は、岸の挑戦場面のみオンエアされ「じゃない方芸人」とされる佐藤の挑戦場面は「尺の都合でカットされた」とのスタッフのコメントで、スタジオ一同の大爆笑を呼んだ。放送作家の今村クニトはこれを「じゃない方芸人の本領発揮」と新聞紙上で報じ、「じゃない方芸人」の場面を敢えて放映しないことで笑いが生まれる手法を称賛した。

## イメージの活用
「じゃない方芸人」とされる当人が、そのイメージを敢えて逆手に取ることで話題作りに活かす例もある。アンジャッシュの児嶋は相方の渡部がグルメ芸人としての地位を確立した反面、自身はトークの技術の低さから飛躍できずにいたが、2011年（平成23年）の『リンカーン』（TBS）出演を機に、自身の短所をイジられて感情を露わにするといった芸風が定着。後に名前を憶えられないことを定番の芸にしたり（児嶋一哉#キャラクターも参照）、渡部の長男誕生を相方であるにも拘らず直接報告されずに「ネットで知った」とTwitterに投稿することで、笑いの題材としている。ドラマや映画での自身の起用においても強烈な個性ではなく料理におけるスパイスのように、さりげなく魅力を引き出す存在となることを心がけているという。
ドランクドラゴンの鈴木もまた、相方の塚地の俳優としての活躍を逆に「相方の収入で生活する」などと発言してTwitterを炎上させ、「クズ芸人」「炎上芸人」としてのキャラクターを確立した結果テレビへの露出が増加しており、単独でドラマ出演するまでに至っている。コラムニストのペリー荻野は、「判官贔屓」という言葉に代表されるように日本人は負けた方が気になる気質があり、鈴木はその点を上手に利用したと分析している。
中には、はんにゃ.（川島章良・金田哲）の川島のように「じゃない方芸人」として注目されることを好意的に解釈している者もいる。

### 当人同士による企画
2000年代以降に「じゃない方芸人」との言い回しが用いられる以前にも、1980年代の漫才ブーム時に、ツービート（ビートきよし・ビートたけし）のきよし、紳助・竜介（島田紳助・松本竜介）の竜介（後に松本竜助へ改名）、B&B（島田洋七・島田洋八）の洋八の3人により、「ツッコミとして、ただ頷いているだけ」として結成された「うなずきトリオ」があり、当時の人気番組『オレたちひょうきん族』（フジテレビ）にてある程度のブームを起こした。竜介の没後、2008年（平成20年）の竜介の命日直前には、きよしと洋八により「うなずきコンビ」が再結成された。
2010年（平成22年）には有吉弘行プロデュースの下、デンジャラス（安田和博・ノッチ）の安田、X-GUN（さがね正裕・西尾季隆）のさがね、BOOMER（河田キイチ・伊勢浩二）の河田の3人により、「元祖・じゃない方芸人」としてのユニット『有吉命名☆ゴーストバスターズ』が結成され半年間に亘って3回のトークライブが行われたが、三度目にして解散した。

## イメージからの脱却

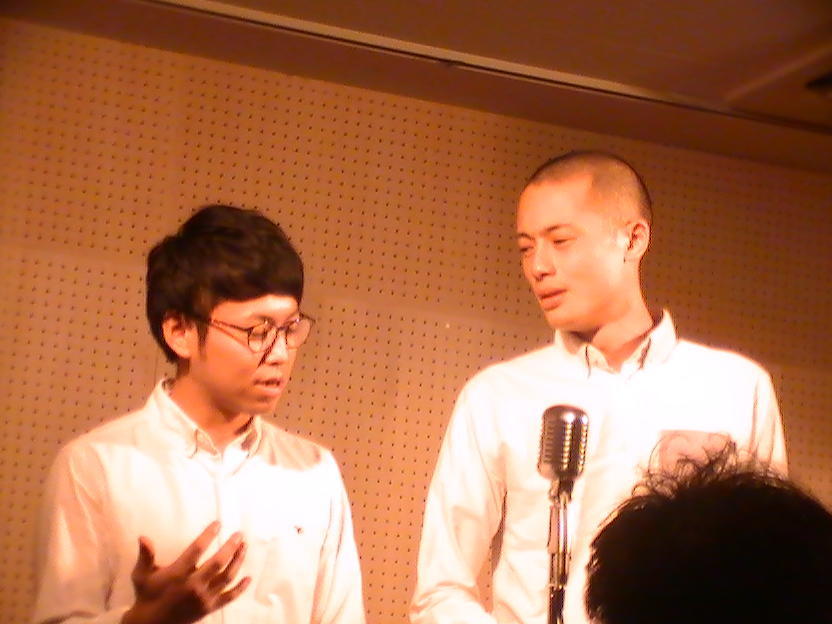
バッドナイス（左が内田英輔、2016年）

「じゃない方芸人」と呼ばれる芸人には、Wコロン（木曽さんちゅう・ねづっち）の木曽、バッドナイス（内田英輔・バッドナイス常田）の内田、キラキラ関係（ななえ・ワタリ119）のななえ、ザブングル（加藤歩・松尾裕介）の松尾のようにそのイメージを払拭する機会を得ないままコンビ解散に至ったり、解散しないまでもアンタッチャブルのように柴田のコンビ再開希望に山崎が応じず、活路を見出すことが困難といったケースも散見された。
しかし中には、かつて「じゃない方」と揶揄されながらその後に思わぬ才能が認められ、広く活躍している例も少なくない。先述のペリー荻野は、「じゃない方芸人」は相方の魅力を引き出す力量がある分、自身が人気を博す力量も備えていると述べている。博多華丸・大吉の大吉も、『アメトーーク!』での自虐的なトークで個性を確立した。
オアシズは当初光浦にのみ仕事が舞い込む一方、大久保は仕事が激減しOLを勤めつつ細々と仕事を続ける日々であった。しかし光浦がレギュラー出演していた『めちゃ×2イケてるッ!』（フジテレビ）に大久保が出演時、彼女の下ネタが受けてそれ以来「毒舌キャラクター」「性欲旺盛な肉食キャラクター」として人気を確立、テレビへの露出増加に繋がり「深夜番組の女王」との異名も生まれた。この陰には光浦が大久保の面白さを先輩芸人にアピールして売り込むなど、光浦の陰の功績があったとされる。ペリー荻野は、先に人気を得た相方はそのイメージを壊すことが困難な反面、「じゃない方芸人」はこの大久保のように開き直りや自由な芸ができる強みもあると分析している。
松口VS小林（松口祐樹・小林友治）の松口は小林ことケンドーコバヤシに格差をつけられた後、1995年（平成7年）に解散。新たなコンビとしてハリガネロックを結成し、『M-1グランプリ』『爆笑オンエアバトル チャンピオン大会』『ABCお笑い新人グランプリ』『NHK上方漫才コンテスト』といった多くの大型漫才コンテストで好成績を収めた。しかし2014年（平成26年）に解散し、その解散劇を綴った松口の著書『芸人迷子』もまた話題を呼んだ。
バイきんぐの西村は、相方の小峠が多くのメディア出演をこなす一方で当初は「地味」「トークの技術が低い」などと揶揄されていた。しかし後には『アメトーーク!』や『水曜日のダウンタウン』などの出演がきっかけで、天然ボケや不思議なトークで注目を集め始めており、『陸海空 地球征服するなんて』（テレビ朝日）内の企画「激安! いいね! アース」では主役を務めた。2018年以降は、ロケやソロキャンプでの注目も増えて「地味」のイメージから脱却しつつある。2023年10月の『水曜日のダウンタウン』で、2016年当時のコンビ格差ランキングが振り返られた際、当時1位だったバイきんぐに対してインターネット上では驚きの声が挙がっていた。
「じゃない方芸人の筆頭格」との声すらあったナイツ（土屋伸之・塙宣之）の土屋も、番組内のフリートークでの力を評価されトーク番組など活躍の場を広げている。
南海キャンディーズは、山崎が独特なハスキーボイスや芸風で注目され女優業など単体での仕事が舞い込む反面、山里の方は仕事が激減していた。しかし山里はブレイク前のAKB48に逸早く注目して「アイドルオタク芸人」としての道を切り開き、AKB48グループじゃんけん大会のレフェリーに抜擢された。その結果あるいは代償としてネットが炎上しファンを敵に回したが、それが却って視聴者の印象に残り、ナレーションや司会業など数々のレギュラー番組を抱えるようになった。この山里の手腕はマツコ・デラックスにより「ビジュアル以外はすごい」と絶賛されている。
三四郎の相田も、当初の漫才では小宮の引き立て役のイメージが強かったが2017年（平成29年）の『ゴッドタン』（テレビ東京）出演時の企画をきっかけにトークにおける個性が顕在化し、ラジオ番組『オールナイトニッポン0(ZERO)』（ニッポン放送、2019年〈平成31年〉4月からは『オールナイトニッポン』に昇格）やテレビ番組のトークでも活躍し、ナレーターとしても落ち着いた声質を評価されている。
他にも、『ノンストップ!』（フジテレビ）の司会抜擢を機にお茶の間での人気を得たバナナマン（設楽統・日村勇紀）の設楽、文才を生かして著書を20万部売り上げたロザン（菅広文・宇治原史規）の菅、即興で歌を作る芸により『アメトーーク!』で特集を企画されるほどになった森三中（大島美幸・村上知子・黒沢かずこ）の黒沢、過去の料理人経験を活かして居酒屋のフランチャイズオーナーを務めるハイキングウォーキング（松田洋昌・鈴木Q太郎）の松田、文才を生かした雑誌コラムやアニメ関連の仕事をこなすハライチ（岩井勇気・澤部佑）の岩井、ラジオ番組の出演で個性を引き出されたダイノジ（大地洋輔・大谷ノブ彦）の大谷やウーマンラッシュアワー（中川パラダイス・村本大輔）の中川といった面々もいる。ハライチの岩井もまたラジオ番組『デブッタンテ』（TBSラジオ）に出演していたが、自分は外見的にテレビ向きではなくラジオでこそ内面を発揮できたと語っている。
変わり種として元自衛官の経歴を持ち、「じゃない方芸人」と呼ばれるようになった後も予備自衛官として訓練を継続して防衛招集に備えているフルーツポンチ（村上健志・亘健太郎）の亘、腎臓がんの公表により注目を浴びたはんにゃ.の川島の例がある。

### 格差の変動
こうして「じゃない方芸人」が活躍するにつれ、コンビ内の格差が変動する例もある。
オードリーは、当初は独特なキャラクターと外見である春日が前面に出ており、代表的なギャグの1つ「トゥース!」が2009年（平成21年）の新語・流行語大賞にノミネートされるほどだった。しかし後には若林が極度の人見知りといったキャラクターや、演技力やトーク力の評価により単独での司会やコマーシャル出演をこなし、複数の雑誌のエッセイ連載も執筆している。その結果、「若林がオードリーの顔となりつつある」「春日の方が『じゃない方』?」「春日とどちらが『じゃない方』かわからない」との声が挙がっている。一方の春日も近年ではスポーツ関係の仕事やボディビルダーとしての活動を通して、肉体派タレントと言ったイメージが定着している。
さらにはフットボールアワーやピースのように、当初は個性の強い岩尾や綾部が前面に出ており、後藤や又吉の方が「じゃない方」と呼ばれていたが後にその後藤が『アメトーーク!』や『ロンドンハーツ』（テレビ朝日）でツッコミの技量を評価され、司会業でも才能を発揮、又吉も2015年（平成27年）に自著書『火花』で芥川賞を受賞した結果、2017年（平成29年）以降には逆に岩尾や綾部の方がgooランキングや『アメトーーク!』で「じゃない方芸人」と見なされる、完全に格差が逆転してしまったケースすら存在する。
麒麟はコンビ格差が二転している。当初、漫才の冒頭で「麒麟です」と挨拶する際の川島の低音ボイスが人気を博し、田村より川島の方が仕事が多かったが2007年（平成19年）に田村の自伝『ホームレス中学生』が社会現象と称されるほどの人気を得たことで突如として田村が「時の人」となり、川島が「じゃない方芸人」と呼ばれる格差が生まれた。しかし田村は『ホームレス中学生』以後に作家活動を継続することはなく、ブーム収束後は露出の機会が激減。印税を恩返しへ使い果たしてしまい、一時はアルバイトを余儀なくされるまで金銭的に苦しんだ。一方で元々コンビのネタ作りを担当していた川島は大喜利や文学、コメンテーターといった知的な才能が認められ始め、後の地位を築くに至っている。2017年時点では川島の方がピンでの活躍が多くコンビ格差が逆転しており、gooランキングでは田村の方が「じゃない方芸人」と見なされている。一転して「じゃない方」になった田村もバスケットボール関係の仕事で、川島とは違った方面での活路を見出している。なお、『ホームレス中学生』が絶頂期の格差は凄まじかったようで、川島・田村双方とも2025年現在も当時の格差を回顧している。
中には天津のように、当初は単独でも売れていた木村が後に本来の詩吟界から背を向けられ、「じゃない方」と呼ばれていた飯大郎の方が元々好きだった漫画やアニメ関係の副業で成功するといった、対照的な道を進んでいるコンビもある。
前述したアンジャッシュは、当初は目立っていた渡部が2020年に不祥事を起こして一時期活動休止に追い込まれ、児嶋が渡部の活動休止中にバラエティ番組への出演や俳優業で人気を得て格差が逆転しつつあった。しかし、渡部が活動を再開する2022年頃には児嶋のYouTube配信の再生数が減少傾向にあるなど勢いがなくなり始めており、一方で渡部は活動休止以前のような地上波番組への復帰は叶わないながらも2023年に新たに開始したYouTube配信の再生数が児嶋とは対照的に好調であり、格差逆転にまで至ったとは言い難い状況にある。
極端な例として、当初は中島の方が注目度が大きかったものの後に中島は体調不良での休養や諸々のスキャンダルでイメージダウンに繋がりコンビを解散後、松嶋が女優業や著作業で人気を得るに至っているオセロや、先にレイザーラモンHGが『ハードゲイ』でブレークしたものの、『あるあるネタ』でレイザーラモンRGが遅れてピン芸を確立させ、コンビ格差が逆転したレイザーラモンといったコンビもある。

### スポーツ界での類例
柔道家の篠原信一は、2000年（平成12年）のシドニーオリンピックの決勝において「世紀の誤審」とも呼ばれる敗退により銀メダルに準じ、別階級で金メダルを手にした野村忠宏に話題をさらわれた。しかし引退後に芸能活動に転身すると天然ボケのキャラクターが人気を博し、多くのバラエティ番組へ出演している。
野球選手の田中将大も、高校野球時代には2006年（平成18年）の第88回全国高等学校野球選手権大会で、斎藤佑樹との投手戦の末に敗北し、当時の話題は「ハンカチ王子」の異名を得た斎藤へ集中した。しかし斎藤が大学時代の負傷などによりプロ入り後の不振に苦しんで目立った実績を上げられず、2021年を以て現役を引退したのに対し、田中は東北楽天ゴールデンイーグルスに入団後は新人王を獲得し里田まいと結婚。2013年（平成25年）には最優秀選手（MVP）として表彰され、翌2014年（平成26年）には総額約190億円の契約で大リーグへ移籍を遂げた。

## 流用
- 前述の又吉と同時に芥川賞を受賞した羽田圭介は、受賞以後「又吉（または『火花』）じゃないほう」という呼ばれ方をされた[101][102]。
- 棋士の藤井猛九段は、活躍中の藤井聡太九段を引き合いに「じゃない方の藤井」と自己紹介することがある[103]。